# تولبوزینو
تولبوزینو (به لاتین: Tolbuzino) یک منطقهٔ مسکونی در روسیه است که در استان آمور واقع شده‌است.